# Dillstädt

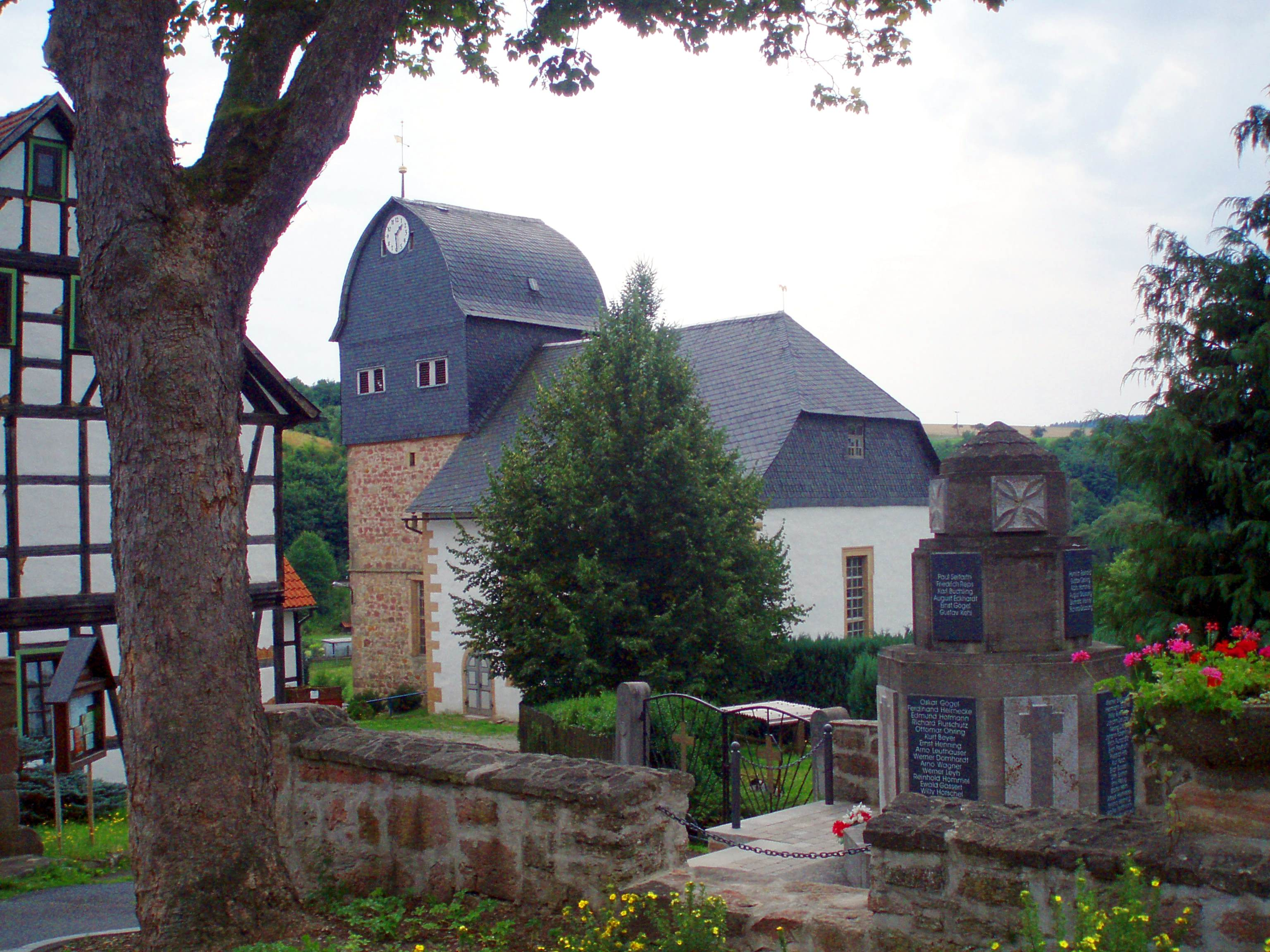
Kirche von 1593

Dillstädt ist eine Gemeinde im Landkreis Schmalkalden-Meiningen des Freistaates Thüringen, die zur Verwaltungsgemeinschaft Dolmar-Salzbrücke gehört.

## Geografie
Dillstädt liegt an der Hasel im südlichen Thüringer Wald an der Landstraße zwischen Suhl und Meiningen. Südwestlich des Ortes befindet sich der 503 Meter hohe Hölschberg. Sein Name stammt wohl von der Totengöttin Hel oder von der Göttin Holle oder Holda.

## Gemeindegliederung
Zur Gemeinde Dillstädt gehört der Ortsteil Ziegelhütte.

## Geschichte
1206 wurde der Ort erstmals urkundlich erwähnt, die Wüstungen Germelshausen und Sieholz sogar schon in älteren Urkunden von 800 bis 845.
Der Ort gehörte zur Grafschaft Henneberg, ab 1500 auch zum Fränkischen Reichskreis und lag bis 1815 im sächsischen Amt Kühndorf. Von 1816 bis 1944 gehörte Dillstädt zum Regierungsbezirk Erfurt der preußischen Provinz Sachsen.
Am Platz der heutigen Kirche wurden 2010 bei einer archäologischen Grabung Grundmauern einer hochmittelalterlichen Burganlage festgestellt. Zwei freigelegte Turmfundamente deuten auf ein noch  unbekanntes, im Ort ansässiges Adelsgeschlecht hin. Die heutige Kirche wurde nach der Kirchenchronik in den Jahren 1593 bis 1596 erbaut, doch lässt der Baubefund erkennen, dass es mindestens einen Vorgängerbau gab.

### Einwohnerentwicklung
Entwicklung der Einwohnerzahl (31. Dezember):
| - 1994: 934 - 1995: 956 - 1996: 941 - 1997: 935 - 1998: 926 - 1999: 930 | - 2000: 949 - 2001: 932 - 2002: 889 - 2003: 884 - 2004: 880 - 2005: 866 | - 2006: 863 - 2007: 853 - 2008: 840 - 2009: 846 - 2010: 847 - 2011: 826 | - 2012: 821 - 2013: 817 - 2014: 795 - 2015: 778 - 2016: 769 - 2017: 770 | - 2018: 781 - 2019: 764 - 2020: 774 - 2021: 755 |

 Datenquelle: Thüringer Landesamt für Statistik

## Kultur und Sehenswürdigkeiten

### Wappen
Die „Weberdistel“ im Wappen von Dillstädt ist botanisch eigentlich eine Karde.

### Bauwerke
- Die Kirche Dillstädt stammt von 1593, das heutige Kirchenschiff wurde 1593–1596 erbaut. Vom gotischen Vorgängerbau sind noch Maßwerkteile, ein Schlussstein und eine Piscina erhalten.

- Auf der 2,5 km östlich vom Ort entfernten Silbachskuppe befindet sich eine Wallanlage mit einer Kirchenruine in einem stark bewaldeten Gelände. Nach Osten schützen ein Wall und ein Graben dieses Gelände. Die Kirche war eine Wallfahrtskirche  St. Laurentius. Im östlichen Teil des Waldes Lorenze liegen mehrere Hügelgräber. Bereits  in der Bronzezeit hatte dieser Ort Bedeutung.[4]

### Naturdenkmäler

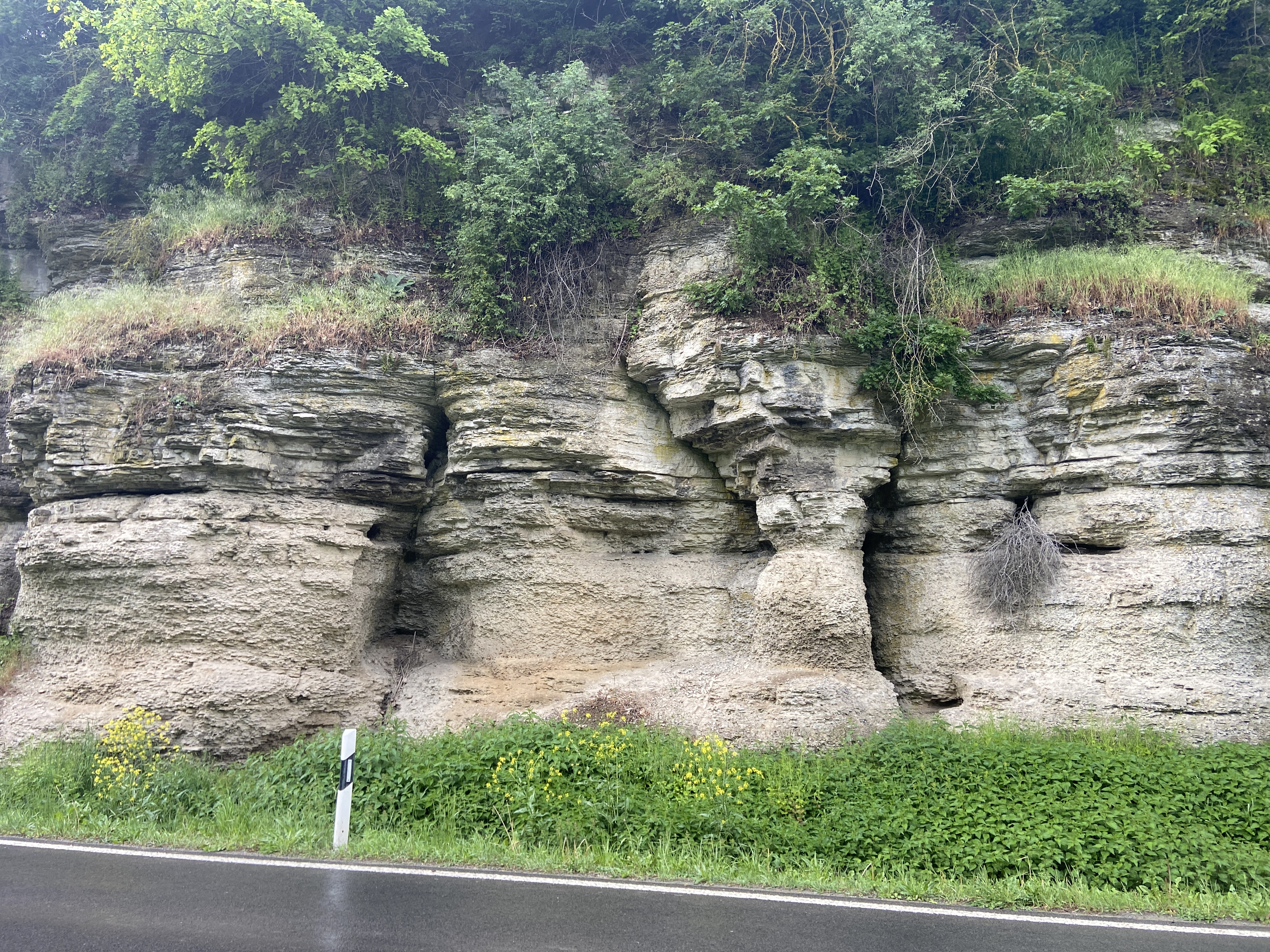
Wichtelsteine in der Nähe von Dillstädt

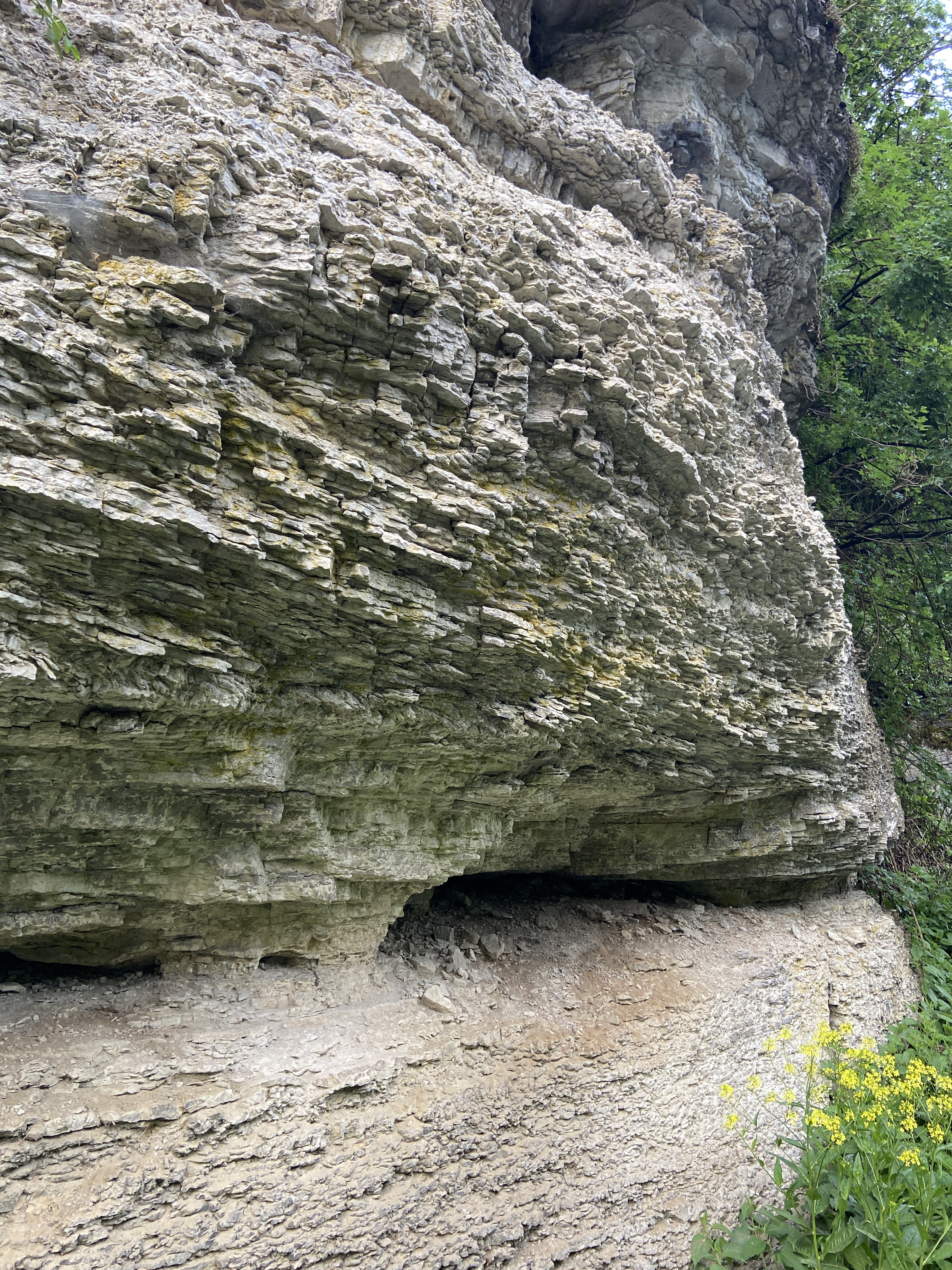
Wichtelsteine in der Nähe von Dillstädt (Nahaufnahme)

- Die Wichtelsteine an der Straße in Richtung Wichtshausen sind eine etwa 300 m lange Kette stark zerklüfteter Muschelkalkfelsen.

## Verkehr
Durch den Ort verläuft die L1140, die Dillstädt mit Suhl (ca. 12 km) und mit Meiningen (ca. 10 km) verbindet. Weiterhin zweigt im Ort die L2628 nach Marisfeld (ca. 5 km entfernt) ab. Die nächstgelegenen Autobahnanschlussstellen sind die Anschlussstelle 21 „Meiningen-Nord“ der A 71 (ca. 5 km entfernt) und die Anschlussstelle 2 „Suhl-Zentrum“ der A 73 (ca. 13 km entfernt).